# Funzione di costo
In microeconomia, la funzione di costo è la funzione che, dati i prezzi degli ingressi e le uscite, associa a quest'ultime il costo minimo che è necessario sostenere per la loro produzione. 

## Definizione
Formalmente la funzione di costo viene definita come:
{\displaystyle C(\mathbf {p} ,\mathbf {q} )=\min _{\mathbf {x} }\{\mathbf {p} '\ \mathbf {x} \ :\ \mathbf {x} \in L(\mathbf {q} )\}}
dove x è il vettore degli input, p il vettore dei rispettivi prezzi, q il vettore delle produzioni e L(q) l'insieme di fabbisogno d'ingresso relativo al vettore delle produzioni q, cioè l'insieme delle combinazioni d'ingresso che consentono la produzione di q.
Affinché il problema di minimizzazione precedente dia luogo effettivamente ad una funzione è inoltre necessario fare alcune ipotesi sulle caratteristiche dell'insieme di produzione, cioè dei processi di produzione potenzialmente attivabili, e quindi sulla tecnologia.
Il requisito minimo è quello di assumere una tecnologia cosiddetta ingresso-regolare. Una tecnologia si definisce "ingresso-regolare" se dà luogo a insiemi che soddisfano le seguenti proprietà:
- definito l'insieme {\displaystyle \ Q\subset \mathbb {R} _{+}^{n}} dei vettori producibili di output, questo è chiuso e comprende almeno un vettore q non negativo;
- l'insieme di fabbisogno di input è regolare, ovvero:
  - {\displaystyle \ L(\mathbf {q} )\neq \varnothing };[1]
  - {\displaystyle \ L(\mathbf {q} )} è un insieme chiuso in {\displaystyle \ \mathbb {R} _{+}^{n}};[2]
  - se {\displaystyle \ \mathbf {0} \in L(\mathbf {q} )}, allora {\displaystyle \ \mathbf {q} =\mathbf {0} }.[3]

## Proprietà della funzione di costo
Le funzioni di costo sono:
1. non negative: {\displaystyle \ \forall \mathbf {q} \in Q,\ \mathbf {p} \in \mathbb {R} _{+}^{n}} si avrà {\displaystyle \ C(\mathbf {p} ,\mathbf {q} )\geq \mathbf {0} };
2. non decrescenti rispetto ai prezzi: {\displaystyle \ \mathbf {p} _{1}\geq \mathbf {p} _{2}\Rightarrow C(\mathbf {p} _{1},\mathbf {q} )\geq C(\mathbf {p} _{2},\mathbf {q} )};
3. non decrescenti rispetto agli output: {\displaystyle \ \mathbf {q} _{1}\geq \mathbf {q} _{2}\Rightarrow C(\mathbf {p} ,\mathbf {q} _{1})\geq C(\mathbf {p} ,\mathbf {q} _{2})};
4. omogenee di primo grado rispetto ai prezzi: {\displaystyle \ \forall \lambda \in \mathbb {R} _{+}} si ha  {\displaystyle \ C(\lambda \mathbf {p} ,\mathbf {q} )=\lambda \ C(\mathbf {p} ,\mathbf {q} )};
5. concave rispetto ai prezzi: {\displaystyle \ \forall 0\leq \theta \leq 1} si ha che {\displaystyle \ C(\theta \mathbf {p} _{1}+(1-\theta )\mathbf {p} _{2},\mathbf {q} )\geq \theta C(\mathbf {p} _{1},\mathbf {q} )+(1-\theta )C(\mathbf {p} _{2},\mathbf {q} )};
6. continue rispetto ai prezzi.

La proprietà 5 deriva dal fatto che l'aumento di costo che fa seguito ad un aumento del prezzo dell'input i-esimo ({\displaystyle \ \Delta p_{i}}) non può mai essere maggiore di {\displaystyle \ x_{i}\Delta p_{i}}, dove {\displaystyle \ x_{i}} è la quantità dell'input i-esimo impiegata prima dell'aumento del costo. Maggiore è la sostituibilità tra gli input, maggiore sarà la concavità della funzione di costo rispetto ai prezzi, poiché l'imprenditore tenderà a sostituire l'input che è diventato relativamente più costoso con gli altri il cui prezzo è rimasto costante, con questo "ammortizzando" parte dell'aumento di costo. Al limite, in caso di perfetta complementarità degli input, si avrà una funzione di costo lineare rispetto ai prezzi.

## Illustrazione: funzioni di costo con funzioni di produzione Cobb-Douglas
Consideriamo un'impresa che produce un solo output con due input, lavoro e capitale, ed è soggetta ad un vincolo di produzione di tipo Cobb-Douglas:
{\displaystyle \ q=A\ L^{\alpha }K^{\beta }} con {\displaystyle \ \alpha ,\beta ,L,K\geq 0} e {\displaystyle \ A>0} (1)
Si consideri il problema dell'imprenditore che intenda minimizzare i costi affrontati nella produzione di una data quantità q. Si intende dunque risolvere il problema di minimo:
{\displaystyle \ C(w,r,q)=\min _{L,K}wL+rK} tale che {\displaystyle \ A\ L^{\alpha }K^{\beta }-q=0} (2)
da cui sostituendo otteniamo:
{\displaystyle \ C(w,r,q)=\min _{K}\ rK+w\left({\frac {K^{-\beta }q}{A}}\right)^{\frac {1}{\alpha }}}
Per le condizioni di primo ordine per un minimo abbiamo che:
{\displaystyle \ {\frac {\partial C}{\partial K}}=r-{\frac {A^{-{\frac {1}{\alpha }}}K^{-{\frac {\alpha +\beta }{\alpha }}}w\ q^{\frac {1}{\alpha }}\beta }{\alpha }}=0}
da cui si ottiene la funzione di domanda condizionale di input (conditional input demand function) per il capitale:
{\displaystyle K=\left({\frac {A^{-{\frac {1}{\alpha }}}w\ q^{\frac {1}{\alpha }}\beta }{r\ \alpha }}\right)^{\frac {\alpha }{\alpha +\beta }}} (3)
Sostituendo la (3) nella (1) otteniamo la funzione di domanda condizionale per il lavoro:
{\displaystyle L=\left(A^{-\alpha }r^{\alpha \beta }w^{-\alpha \beta }q^{\alpha }\alpha ^{\alpha \beta }\beta ^{-\alpha \beta }\right)^{\frac {1}{\alpha (\alpha +\beta )}}} (4)
Finalmente, sostituendo la (3) e la (4) nella (2) otteniamo la funzione di costo:
{\displaystyle \ C(w,r,q)=(\alpha +\beta )\left(A\alpha ^{\alpha }\beta ^{\beta }\right)^{-{\frac {1}{\alpha +\beta }}}\ w^{\frac {\alpha }{\alpha +\beta }}\ r^{\frac {\beta }{\alpha +\beta }}\ q^{\frac {1}{\alpha +\beta }}}
Un'interessante proprietà di questa funzione di costo è che è di tipo Cobb-Douglas. È infatti una proprietà delle funzioni di produzione Cobb-Douglas quella di generare funzioni di costo Cobb-Douglas e viceversa. Per questo motivo le Cobb-Douglas sono chiamate funzioni self-dual (letteralmente "duali di sé stesse").
Inoltre, indipendentemente dall'elasticità di scala della funzione di produzione, la funzione di costo è  non decrescente nell'output e linearmente omogenea nei prezzi dei fattori.